# Радосав Петровић
Радосав Петровић (Уб, 8. март 1989) српски је фудбалер који игра на позицији задњег везног.

## Клупска каријера
Каријеру је почео у Јединству из Уба у којем пролази све селекције тог клуба, и остварује највећи успех са генерацијом „омладинаца“, којима је био и капитен, пласирањем у финале купа Југославије (Србија). Године 2006, са само 17. година, постаје члан првог тима ФК Јединство Уб и у свом матичном клубу проводи једну сезону као професионалац, одакле прелази у Раднички из Обреновца, где проводи једну сезону.
Дана 20. јуна 2008. потписује уговор на пет година са Партизаном и добија број 20. Званичан деби у дресу Партизана је имао 6. августа 2008. у мечу 2. кола квалификација за Лигу шампиона против Интера из Бакуа, који је Партизан добио са 2:0. Први гол за Партизан је постигао 21. маја 2009. у финалу Купа Србије против Севојна. Након преласка Жуке у Депортиво ла Коруњу, Петровићу је дат број осам на дресу. Дана 8. маја 2010. је у 73. минуту 138. вечитог дербија против Црвене звезде постигао гол са 25 метара који је донео победу Партизану.
Са Партизаном је освојио три титуле првака Србије (2009, 2010, 2011) и два трофеја у Купу Србије (2009, 2011).
Почетком августа 2011. постао нови фудбалер енглеског Блекбурна, у трансферу вредном око 3,4 милиона евра. Три сезоне је наступао за турски Генчлербирлиги (2012–15), а затим  је једну годину био фудбалер Динама из Кијева. 
У јуну 2016. је потписао четворогодишњи уговор са Спортингом из Лисабона. Током првог дела сезоне 2016/17. је уписао само три минута као замена у Лиги шампиона, а одиграо је и један цео меч у Лига купу Португала. Међутим, у првенству, није добио шансу. Штавише, ниједном није био ни на клупи Спортинга у првих 14 кола у Примеири. У јануару 2017. је позајмљен екипи Рио Авеа до краја сезоне. У лето 2017. се вратио у Спортинг, али је у наредне две сезоне ретко добијао шансу. У лето 2019. је раскинуо уговор са Спортингом, да би 19. августа 2019. као слободан играч потписао трогодишњи уговор са шпанским друголигашем Алмеријом. Две сезоне је наступао за Алмерију у Сегунди, након чега је раскинуо уговор и као слободан играч потписао за Сарагосу, такође шпанског друголигаша. У фебруару 2023. потписао је за казахстански Ордабаси,  да би у јулу исте године прешао у кипарски АПОЕЛ.

## Репрезентација
За репрезентацију Србије до 21 године је дебитовао 11. октобра 2008. у мечу против младе репрезентације Данске у плеј-офу квалификација за Европско првенство 2009. За репрезентацију играча до 21. године је одиграо укупно три утакмице.
За сениорску репрезентацију Србије је дебитовао 12. августа 2009. у пријатељској утакмици против Јужноафричке Републике. Године 2010. са репрезентацијом је учествовао на Светском првенству у Јужноафричкој Републици (наступио као замена на мечу против Немачке). За сениорску репрезентацију је одиграо укупно 44 утакмице уз два постигнута гола.

### Голови за репрезентацију
| #  | Датум              | Место              | Противник    | Резултат | Такмичење   |
| -- | ------------------ | ------------------ | ------------ | -------- | ----------- |
| 1. | 3. јун 2011.       | Сеул, Јужна Кореја | Јужна Кореја | 1–2      | Пријатељска |
| 2. | 18. новембар 2014. | Ханија, Грчка      | Грчка        | 2–0      | Пријатељска |

## Трофеји

### Партизан
- Првенство Србије (3) : 2008/09, 2009/10, 2010/11.
- Куп Србије (2) : 2008/09, 2010/11.

### Динамо Кијев
- Првенство Украјине (1) : 2015/16.

### Спортинг Лисабон
- Лига куп Португала (2) : 2017/18, 2018/19.
- Куп Португала (1) : 2018/19.

### АПОЕЛ
- Првенство Кипра (1) : 2023/24.
- Суперкуп Кипра (1) : 2024.

### Индивидуална признања
- Тим сезоне Суперлиге Србије (2) : 2009/10, 2010/11.